# Sankt Nikolaus kyrka, Siqeva
Sankt Nikolaus kyrka (serbisk kyrilliska: Црква Светог Николе; latinska: Crkva Svetog Nikole) är en serbisk-ortodox kyrkobyggnad belägen i byn Siqeva i kommunen Klina, i västra Kosovo.
Kyrkan är helgad åt Sankt Nikolaus av Myra och tillhör Raškas och Prizrens stift.

## Historik
Historien om Sankt Nikolaus kyrka i Siqeva går tillbaka till 1400-talet. Under 1500-talet dekorerades kyrkan med fresker.

## Kyrkan
Kyrkan är enskeppig.